# Георги Георгиев (джудист)
Вижте пояснителната страница за други личности с името Георги Георгиев.
Георги Ангелов Георгиев е бивш български джудист и самбист, бронзов медалист от Летните олимпийски игри в Атина 2004 година.

## Биография
Роден на 30 януари 1976 г. в Пазарджик. Кариерата му започва в Пазарджик с първи треньор – Иван Филипов. Негов личен треньор става Симеон Ценев.
Състезател е на ЦСКА. Обявен е за почетен гражданин на град Пазарджик. Председател на спортен клуб по джудо Кодокан 2008 в Пазарджик, директор на Спортно Училище Пазарджик и общински съветник.

## Спортни успехи
- Двукратен световен шампион по самбо – Санкт Петербург (2003 г.) и София (2006 г.)[1]

- Двукратен европейски шампион по самбо – София (1999 г.) и Албена (2003)[2]
- Бронзов медалист по джудо – Олимпиадата в Атина (2004 г.), категория до 66 кг., с треньор Иван Нетов[3]
- Квота за Олимпиадата в Сидни (2000 г.)
- Златен медал на Световен Шампионат в Париж по джудо категория 73 кг (2006)
- Златен медал на А-турнир София по джудо в категория 65 кг 1995 г., 1997 г., 66 кг 2000 г., 2001 г., 2002 г.
- Първо място на Световно военно първенство по джудо във Винковци, Хърватска, категория 73 кг, 2006 г.
- Първо място на Световно военно първенство по джудо в Пекин, Китай, категория 73 кг, 2002 г.
- Първо място на Международен турнир Набел Тунис по джудо категория 73 кг, 2006 г.
- Награден със Спортен Икар през 2003, 2004 г. и 2006 г.[4]

| Year | Tournament                     | Place | Weight class |
| ---- | ------------------------------ | ----- | ------------ |
| 2007 | Европейско първенство по джудо | 3-то  | 73 кг        |
| 2004 | Олимпийски игри Атина          | 3-то  | 66 кг        |
| 2003 | Европейско първенство по джудо | 3-то  | 66 кг        |
| 2002 | Европейско първенство по джудо | 5-о   | 66 кг        |
| 2001 | Европейско първенство по джудо | 7-о   | 66 кг        |
| 2000 | Европейско първенство по джудо | 3-то  | 66 кг        |
| 1999 | Европейско първенство по джудо | 7-о   | 66 кг        |